# سهم ذهبي (اقتصاد)
السهم الذهبي هو سهم لمالكه القدرة على إلغاء تصويت غالبية مالكي الأسهم الأخرى ضمن ظروف معينة محددة، وغالبا ما تحتفظ به المؤسسات الحكومية، ضمن شركة حكومية تمر بعملية الخصخصة والتحول إلى شركة أسهم.

## الغرض
تمنح هذه الحصة المنظمة الحكومية، أو المساهمين الآخرين، حق الإدلاء بتصويت حاسم، متجاوزين تصويت حاملي جميع الأسهم الأخرى، وذلك في اجتماع المساهمين. وعادة ما يتم تأطير العملية ضمن بنود سياسات الشركة في نظامها الأساسي. وتصمم هذه التعليمات لمنع الاستحواذ على كمية أسهم تتجاوز مستوى معين، أو لإعطاء الحكومة، أو غيرها من المساهمين، حق الاعتراض على أي إجراء من على مستوى الإدارة العليا، مثل بيع أصل رئيسي أو شركة تابعة أو حتى بيع كامل الشركة.
في سياق الأسهم الذهبية المملوكة للحكومة، غالبًا ما يتم الاحتفاظ بهذه الحصة لفترة محددة من الوقت للسماح لشركة مخصخصة حديثًا بالاعتياد على العمل في بيئة عامة. أو تبقى تحت سيطرة الحكومة لمدة غير محددة عند اعتبار ملكية المؤسسة المعنية أمر ذو أهمية للمصالح الوطنية، على سبيل المثال، لأسباب تتعلق بالأمن القومي.
تعد ناتس هولندغ، المزود الرئيسي لخدمات الملاحة الجوية في المملكة المتحدة ، مثالاً على شركة ذات حصة ذهبية.

## تاريخ
نشأ المصطلح في الثمانينيات عندما احتفظت الحكومة البريطانية بالأسهم الذهبية في الشركات التي خصخصتها، وهو نهج تم اتباعه لاحقًا في العديد من البلدان الأوروبية الأخرى، وكذلك الاتحاد السوفيتي السابق.[بحاجة لمصدر] تم تقديم المصطلح في روسيا بموجب القانون في 16 نوفمبر 1992.[بحاجة لمصدر]

## التحديات القانونية
حكمت المحاكم الأوروبية في عام 2003 على أن الحصة الذهبية للحكومة البريطانية في شركة مطار هيثرو القابضة BAA، وهي هيئة المطارات البريطانية، غير قانونية، عندما اعتبرت أنها تتعارض مع مبدأ التداول الحر لرأس المال داخل الاتحاد الأوروبي. كما قررت محكمة العدل الأوروبية أن حيازة البرتغال للأسهم الذهبية في شركة إنيرجياس دي برتغال يتعارض مع قانون الاتحاد الأوروبي لأن ذلك أدى إلى فرض قيود غير مبررة على حرية حركة رأس المال.

## روابط خارجية
- معلومات عن الأسهم الذهبية من معهد آدم سميث (مؤرشف)
- السهم الذهبي في موقع Investopedia.com